# استودنا (ناحیه ییندژیخوف هرادتس)
ستودنا (به چکی: Studená) یک منطقهٔ مسکونی در جمهوری چک است که در ناحیه ییندریخوف هرادتس واقع شده‌است. ستودنا ۴۴٫۹۴ کیلومتر مربع مساحت و ۲٬۴۱۸ نفر جمعیت دارد و ۶۱۸ متر بالاتر از سطح دریا واقع شده‌است.